# Ipomopsis monticola
Ipomopsis monticola är en blågullsväxtart som beskrevs av J.M. Porter och L.A. Johnson. Ipomopsis monticola ingår i släktet Ipomopsis och familjen blågullsväxter. Inga underarter finns listade i Catalogue of Life.